# Данк, Льюис
Лью́ис Карл Данк (англ. Lewis Carl Dunk; 21 ноября 1991 года, Брайтон) — английский футболист, центральный защитник клуба «Брайтон энд Хоув Альбион» и сборной Англии.

## Клубная карьера
Данк начинал заниматься футболом в клубе «Уимблдон» в возрасте шести-семи лет. В 2002 году, когда этот клуб прекратил существование, он перевёлся в «Брайтон энд Хоув Альбион». Поначалу Льюис играл на позиции центрального нападающего, но, взрослея, становился крупнее и терял скорость, поэтому перешёл на более подходящую игроку с его физическими данными позицию центрального защитника. В детстве Данк болел за «Челси», его любимыми игроками были Фабио Каннаваро и Джон Терри. В 16-летнем возрасте Льюис стал играть за команду «Брайтона» среди юношей до 18 лет. В сезоне 2009/2010 он был назначен капитаном молодёжной команды клуба.
30 апреля 2010 года Данк заключил с «Брайтон энд Хоув Альбион» профессиональный контракт на два года. На следующий день он провёл свой первый матч за первую команду клуба, выйдя в стартовом составе на игру с «Милтон-Кинс Донс» в Первой лиге. В сезоне 2011/2012, который команда проводила уже в Чемпионшипе, Льюис заменил в основном составе травмированных Томми Элфика и Адама Эль-Абда и провёл 31 матч в лиге. Однако в следующие два сезона он оказался сменщиком основных центральных защитников Гордона Грира и Мэттью Апсона, из-за чего даже ненадолго покинул «Брайтон», отправившись в октябре 2013 года на месяц в аренду в «Бристоль Сити».
В сезоне 2014/2015 Данк наконец утвердился в качестве одного из основных защитников «Брайтон энд Хоув Альбион». Более того, он с семью забитыми голами во всех турнирах стал лучшим бомбардиром команды и стал вторым в опросе на звание лучшего игрока сезона после Иньиго Кальдерона. Сформировав вместе с Шейном Даффи надёжную пару центральных защитников, Данк в сезоне 2016/2017 помог своей команде занять второе место в Чемпионшипе и впервые в клубной истории выйти в Премьер-лигу.

## Выступления за сборную
В ноябре 2011 года Данк вызывался тренером Стюартом Пирсом в молодёжную сборную Англии на матчи отборочного турнира к чемпионату Европы с командами Исландии и Бельгии. Обе игры он провёл в запасе.
7 октября 2018 года главный тренер национальной сборной Англии Гарет Саутгейт вызвал Данка на матчи Лиги наций УЕФА со сборными Хорватии и Испании вместо получившего травму Джеймса Тарковски. В этих матчах Льюис участия не принимал. Он дебютировал 15 ноября того же года в товарищеском матче со сборной США, на который вышел в стартовом составе и отыграл до конца.

## Достижения
- Включён в Команду года по версии ПФА: 2016/17 (Чемпионшип)